# Marcoing
Marcoing is een gemeente in het Franse Noorderdepartement (Frans: département du Nord) (regio Hauts-de-France). De plaats maakt deel uit van het arrondissement Cambrai. Marcoing telde op 1 januari 2022 1.865 inwoners.

## Geografie
De oppervlakte van Marcoing bedroeg op 1 januari 2022 15,11 vierkante kilometer; de bevolkingsdichtheid was toen 123,4 inwoners per km².

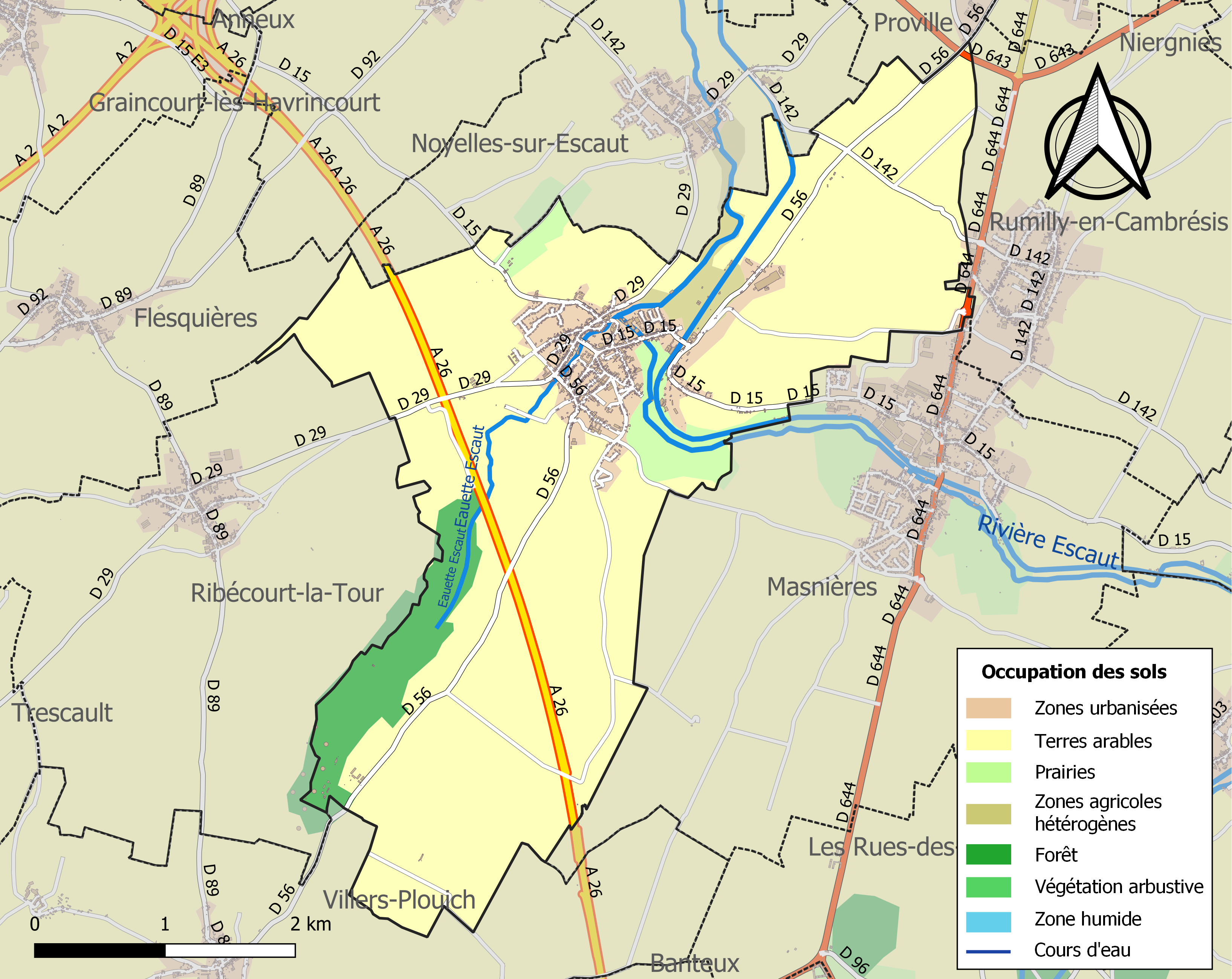
Kaart van de gemeente met belangrijkste infrastructuur, bodemgebruik en omliggende gemeenten

## Verkeer en vervoer
In de gemeente ligt het gesloten spoorwegstation Marcoing.

## Demografie
Onderstaande figuur toont het verloop van het inwonertal (bron: INSEE-tellingen).